# Steinkreis von Grange

Steinkreis von Grange

Der Steinkreis von Grange (irisch Lios na Gráinsí, dt. „Ringfort des Klosterguts“) wurde etwa 2100 v. Chr. errichtet. Er ist mit 113 Steinen auf dem Umfang und 48 m Durchmesser der größte Steinkreis Irlands.

## Lage
Der Steinkreis liegt etwa vier Kilometer nördlich von Bruff und 300 Meter westlich des Lough Gur an der Straße R512 im Townland Grange (irisch An Ghráinsigh) in der Civil parish Monasteranenagh (Mainistir an Aonaigh) im County Limerick in Irland.

## Beschreibung
Völlig anders als die „Eastern Circles“, die Steinkreise der Cork-Kerry- und der Ulster Serie hat Grange, der zu den lediglich neun „Western Circles“ (die Steinkreise von Glebe) gehört, einen etwa 11,0 m breiten Wall von etwa 1,2 m Höhe, gegen den von innen die Kreissteine gelegt sind. Das Denkmal hat eher die Form eines Henge oder eines „umwallten Steinkreises“ (englisch Embanked Stone Circle). als eines konventionellen Steinkreises. 12 große Menhire sind auf dem Umfang verteilt und stehen sich gegenüber. In den Kreis führt, als ein weiteres Unikat, ein von besonders großen Steinen flankierter Gang. Der nördliche seiner Eingangssteine, bekannt als der „Crom Dubh“ (der Alte (oder krumme) Schwarze – Name eines keltischen Gottes) ist etwa 2,5 m hoch und wiegt mehr als 50 Tonnen. Ein im Zentrum gefundenes Pfostenloch zeigt, dass der Kreis von hier aus aufgemessen wurde, was der Grund für seine fast perfekte Form ist.
Während der Ausgrabung wurden zahlreiche Scherben neolithischer Töpferware, zwei Herde mit menschlichen und tierischen Knochen und Bronzematerial entdeckt.
Ein kleinerer, stärker beschädigter Steinkreis (Grange Nord) liegt in einem Feld nördlich.